# Парепа-Рушани (Прахова)
Парепа-Рушани (рум. Parepa-Rușani) насеље је у Румунији у округу Прахова у општини Колчаг. Oпштина се налази на надморској висини од 86 m.

## Становништво
Према подацима из 2002. године у насељу је живело 1162 становника, од којих су сви румунске националности.